# Heather Cameron
Heather Cameron (* 1969 in London) ist eine britische Sozialwissenschaftlerin. Seit August 2016 ist sie Michael B Kaufman Professor of Practice in Social Entrepreneurship and Innovation at the Brown School at Washington University in St. Louis. Von 2008 bis 2016 war sie Junior-Professorin für Integrationspädagogik der Freien Universität Berlin und Professor Extraordinarius an der University of the Western Cape, Südafrika. 

## Leben
Heather Cameron studierte in Toronto und Berlin Philosophie, Politikwissenschaft und Geschichte und promovierte 2002 an der York-Universität, Kanada, in „Social and Political Thought“ mit einer Arbeit über Michel Foucault, Sigmund Freud und Selbstzerstörung. Danach arbeitete sie u. a. als Fellow für das ZTG der TU Berlin, das Science and Technology Programme des University College London und als Gastprofessorin an der School of Communications der kanadischen Simon Fraser University, Vancouver.
Cameron ist außerdem Gründungsmitglied des „Sport for Social Change Network“ in Afrika, seit 2007 Akademisches Aufsichtsratsmitglied der internationalen Stiftung für Frauensport „Women Win“, seit 2009 Mitglied des Projektbeirats „Gesundheit und Bewegung – mehr Migrantinnen in den Sport“ des Deutschen Olympischen Sportbundes und seit 2010 Beirat bei Betterplace.org.
2008 wurde Heather Cameron als Juniorprofessorin für Integrationspädagogik an die FU Berlin berufen. Seit 2010 ist sie außerdem Professor Extraordinarius an der University of the Western Cape, Südafrika.
Der Deutsche Hochschulverband ernannte sie 2010 zur „Hochschullehrer/in des Jahres“, da sie sich mit ihrem „beruflichen und außerberuflichen Engagement“ in „herausragender Weise um das Ansehen ihres Berufsstandes in der Öffentlichkeit verdient gemacht“ hat.
Im Mittelpunkt ihrer wissenschaftlichen Arbeit steht die Erforschung und Implementierung neuer Formen der Lehre sowie soziale Innovation und politische, gesellschaftliche und ökonomische Teilhabe.
Weitere Felder sind Inklusive Edukation, Social Entrepreneurship, Gender Studies, geschlechtsbasierte Gewalt sowie Sport and Development oder Sport for Social Development. In diesem Kontext ist Cameron als Beraterin tätig und hat unter anderem Projekte von UN Women oder der Deutschen Gesellschaft für internationale Zusammenarbeit (GIZ) unterstützt.
Cameron ist Geschäftsführerin der gemeinnützigen GmbH Camp Group. Diese ist mehrfach ausgezeichnet worden, unter anderem  mit dem „Sonderpreis der Bundeskanzlerin“ bei dem Wettbewerb startsocial durch Bundeskanzlerin Angela Merkel. Gemäß Camerons Theorie, dass innovative Lehre nur durch das Prinzip der gestaltenden Teilhabe umgesetzt werden kann, werden ihre Studierenden in alle Abläufe dieser urbanen Forschungsstätten für sozialen Wandel aktiv eingebunden. Das aktuellste Projekt der Camp Group gGmbH ist das internationale Netzwerk von Frauen- und Mädchenorganisation im Sport Girls in the Lead, welches durch die Postkod Foundation gefördert wird. Ziel des Netzwerks ist es, den Austausch zwischen den Organisationen zu stärken und sie in ihrer Organisationsentwicklung zu unterstützen.

## Auszeichnungen
- 2010 Hochschullehrerin des Jahres
- 2010 Ashoka Fellow
- 2011 Young Leaders Award BMW
- 2012 Member of Die Verantwortlichen Bosch Stiftung

## Veröffentlichungen (Auswahl)
- Wer bestimmt, wann Social Entrepreneurs erfolgreich sind? in Marianne Henkel, Jana Gebauer, Justus Lodemann, Franziska Mohaupt, Lena Partzsch, Eva Wascher, Rafael Ziegler (Hrsg.): Social Entrepreneurship – Status Quo 2009: (Selbst)Bild, Wirkung und Zukunftsverantwortung, Tagungsband. Berlin HUB, 16. und 17. Juni 2009. Geozon Science Media, ISBN 978-3-941971-02-8, doi:10.3285/g.00003, S. 111–126, PDF (1,69 MB)
- Sport tut gut! Monitoring Sport for Social Change. In: International – Inklusiv – Interdisziplinär. Perspektiven einer zeitgemäßen Sportwissenschaft. Hrsg.: Heike Tiemann, Sigrun Schulz & Erika Schmidt-Gotz. Schorndorf 2007.
- Tracking Buses and Passengers with Intelligent Transport Systems. In: Surveillance and Security: Technological Politics and Power in Everyday Life. New York 2006.
- Directing Traffic: Surveillance in Beijing, Amsterdam, London. In: Alphabet City 10: Suspect. Boston: MIT Press 2005.
- The Next Generation: visuelle Überwachung im Zeitalter von Datenbanken und Funk–Etiketten. In: Bild, Raum, Kontrolle. Frankfurt a. M. 2005.
- CCTV and (In)dividuation In: Surveillance and Society. November 2004.
- Planning, Design, and Validation Issues in Assistive Technology: State of the Art and New Participative Tools (in Zusammenarbeit mit H–L. Dienel und Alexander Peine). In: Gerotechnology: Research and Practice in Technology and Aging: A Textbook and Reference for Multiple Disciplines. Heidelberg 2004.
- Watching the Boxer’s Body. In: Sport, Inszenierung, Ereignis, Kunst. Kiel 2004.
- Expert Witnesses as Engaged Intellectuals: A discussion with Janine Fuller of Little Sisters. In:  Canadian Woman Studies. Mai 1996.
- Cameron schreibt regelmäßig Beiträge für Zeitschriften, Radio- und TV-Sendungen.